# Naruyuki Naitō
Naruyuki Naitō (jap. 内藤 就行, Naitō Naruyuki; * 9. November 1967 in der Präfektur Nara) ist ein ehemaliger japanischer Fußballspieler.

## Karriere
Naitō erlernte das Fußballspielen in der Schulmannschaft der Oyodo High School und der Universitätsmannschaft der Chukyo Universität. Seinen ersten Vertrag unterschrieb er 1990 bei Honda FC. Der Verein spielte in der höchsten Liga des Landes, der Japan Soccer League. Für den Verein absolvierte er 30 Erstligaspiele. 1992 wechselte er zu den Kashima Antlers. Mit dem Verein wurde er 1996 und 1998 japanischer Meister. 1997 gewann er mit dem Verein den J.League Cup und den Kaiserpokal. Für den Verein absolvierte er 148 Erstligaspiele. 2000 wechselte er zum Ligakonkurrenten FC Tokyo. 2001 wechselte er zum Ligakonkurrenten Avispa Fukuoka. Am Ende der Saison 2001 stieg der Verein in die J2 League ab. Danach spielte er bei Volca Kagoshima. Ende 2003 beendete er seine Karriere als Fußballspieler.

## Erfolge
Honda FC
- JSL Cup

Finalist: 1991
Kashima Antlers
- J1 League

Meister: 1996, 1998
Vizemeister: 1993, 1997
- J.League Cup

Sieger: 1997
Finalist: 1999
- Kaiserpokal

Sieger: 1997
Finalist: 1993